# Le Cygne noir (film)
Pour les articles homonymes, voir Cygne noir (homonymie).
Pour plus de détails, voir Fiche technique et Distribution.
Le Cygne noir (The Black Swan) est un film américain réalisé par Henry King et sorti en 1942.

## Synopsis
Le roi d'Angleterre décrète l'amnistie de tous les pirates du royaume s'ils s'engagent à renoncer au crime. Sa respectabilité retrouvée, le pirate Morgan devient gouverneur de la Jamaïque. Son ami James Waring, considérant ce revirement comme une trahison, rejoint l'équipage du réfractaire capitaine Leech. Waring tombe alors amoureux de Margaret Denby, la fille de l'ancien gouverneur, et décide de changer de vie. Il s'oppose dès lors à son ancien allié.

## Fiche technique
- Titre : Le Cygne noir
- Titre original : The Black Swan
- Réalisation : Henry King, assisté d'Albert R. Broccoli (non crédité)
- Scénario : Ben Hecht et Seton I. Miller, d'après le roman de Rafael Sabatini
- Photographie : Leon Shamroy
- Musique : Alfred Newman
- Montage : Barbara McLean
- Décors : James Basevi et Richard Day
- Costumes : Earl Luick et Sam Benson
- Maquillage : Guy Pearce
- Production : Robert Bassler et Darryl F. Zanuck
- Société de production et de distribution : 20th Century Fox
- Pays de production :  États-Unis
- Langue : anglais
- Format : couleur (Technicolor) - 35 mm - 1.37 : 1 - son Mono (Western Electric Recording)
- Genre : Aventure maritime / Film de pirates
- Durée : 87 minutes
- Date de sortie :
  - États-Unis : 4 décembre 1942
  - France : 11 juin 1947

## Distribution
Légende : 1er doublage (1947) ; 2e doublage (1980)
- Tyrone Power (VF : Yves Furet ; Jean Roche) : Jamie Waring
- Maureen O'Hara (VF : Colette Adam ; Évelyne Séléna) : Lady Margaret Denby
- Laird Cregar (VF : Jean Martinelli ; William Sabatier) : Capitaine Sir Henry Morgan
- Thomas Mitchell (VF : Camille Guérini ; Jacques Dynam) : Tom Blue
- George Sanders (VF : Richard Francœur ; Pierre Hatet) : Capitaine Billy Leech
- Anthony Quinn (VF : Henri Murray ; ?) : Wogan
- George Zucco (VF : ? ; Georges Aminel) : Lord Denby
- Fortunio Bonanova (VF : ? ; Jacques Deschamps) : Don Miguel

Et, parmi les acteurs non crédités :
- William Edmunds : Le crieur de la cité
- Willie Fung : Le cuisinier chinois
- Arthur Shields : Le prêtre
- Frederick Worlock (VF : ? ; Raymond Loyer) : L'orateur à l'assemblée

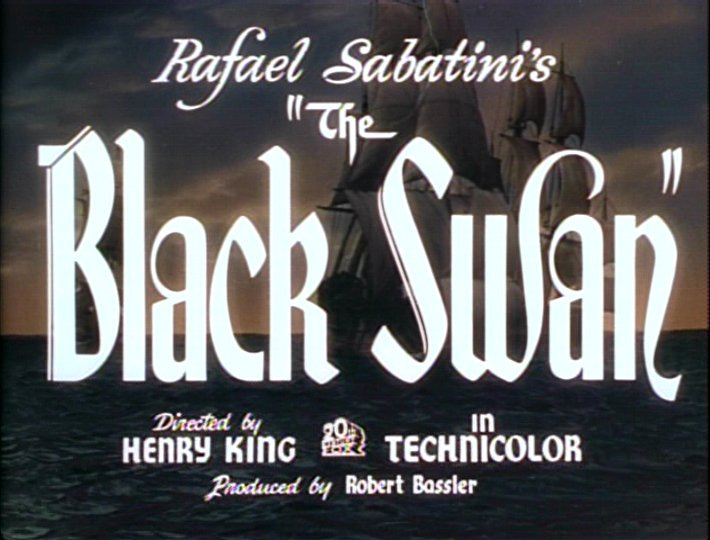
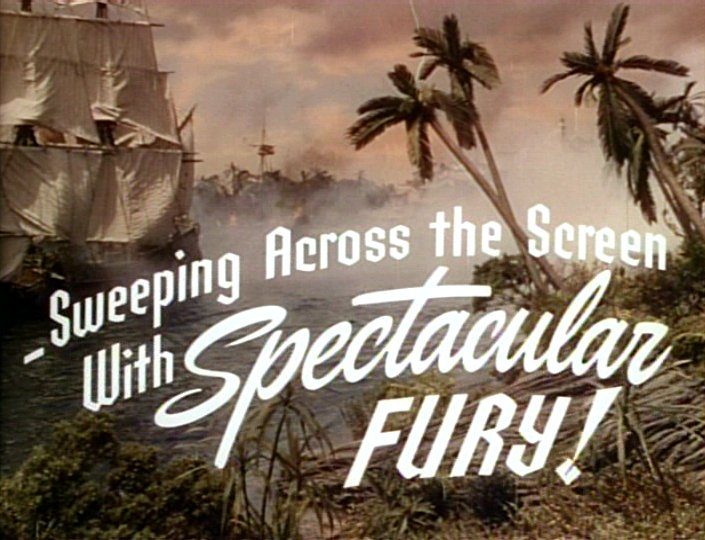
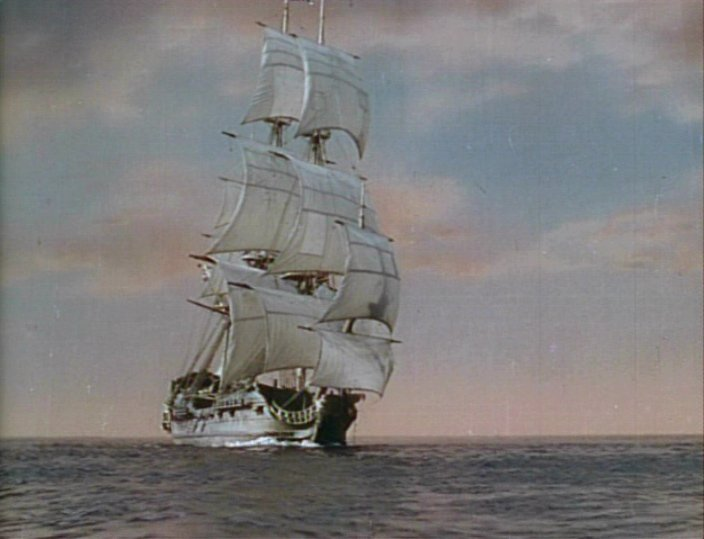
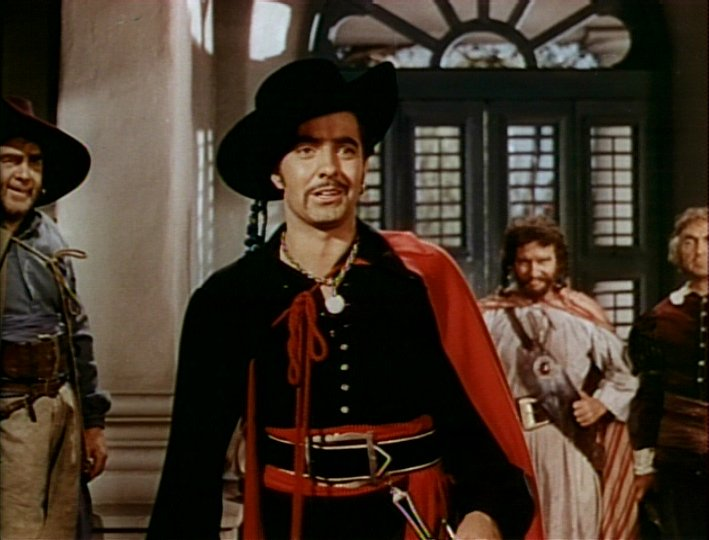
Tyrone Power
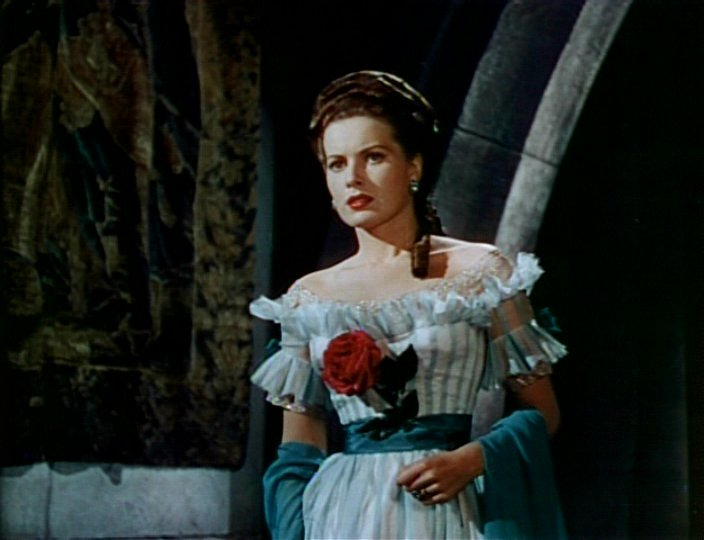
Maureen O'Hara
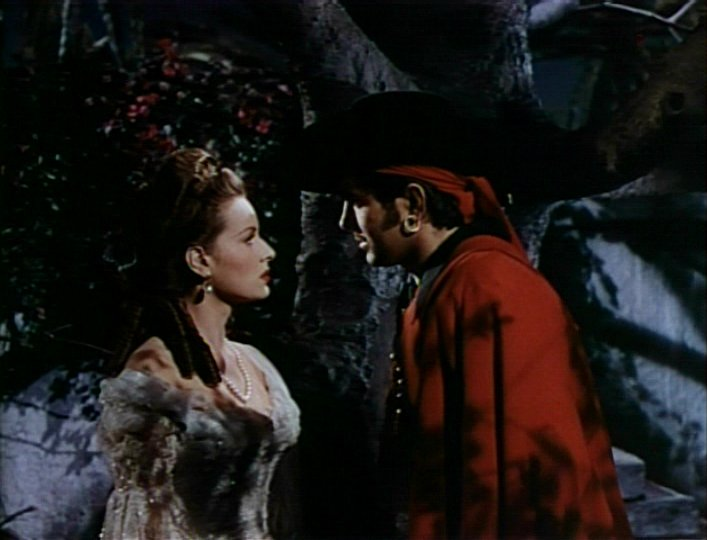
Maureen O'Hara et Tyrone Power
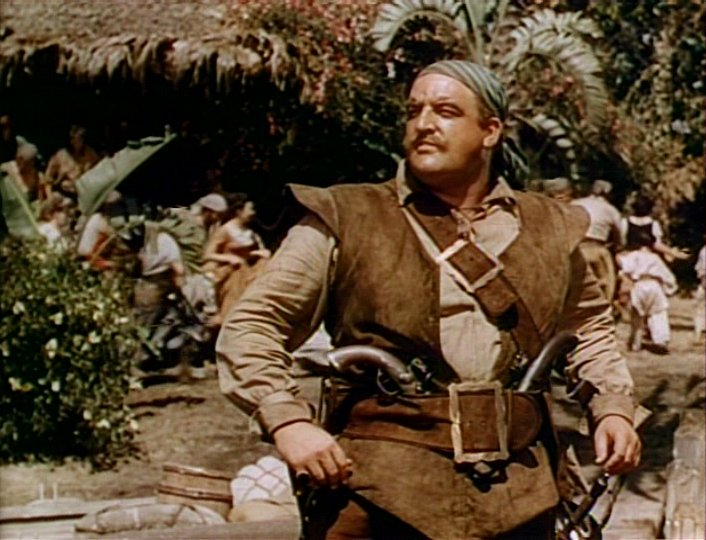
Laird Cregar
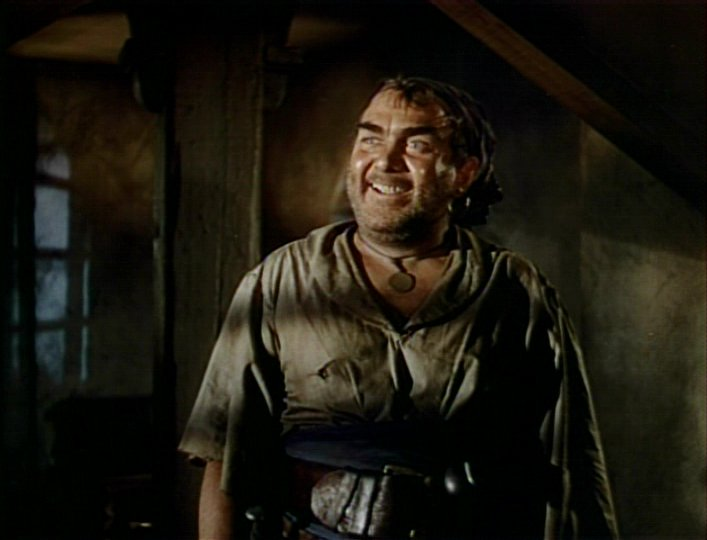
Thomas Mitchell
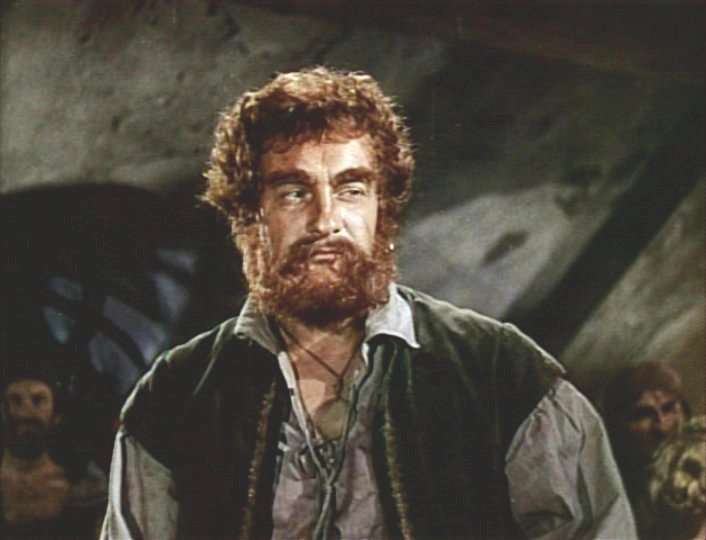
George Sanders
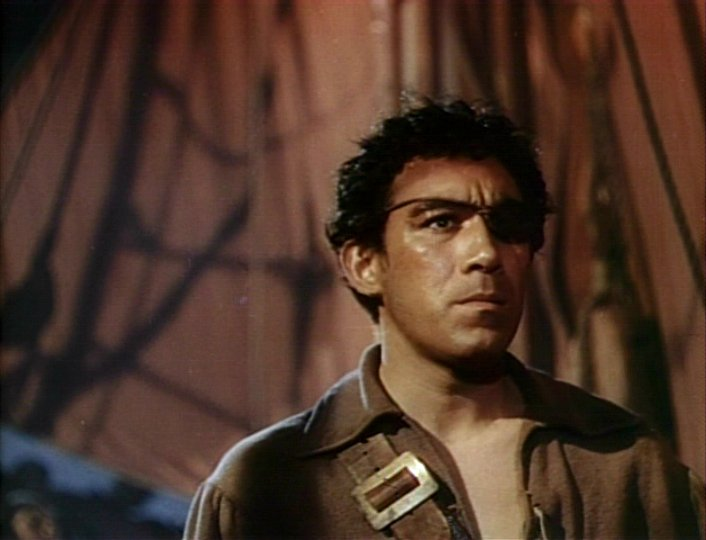
Anthony Quinn
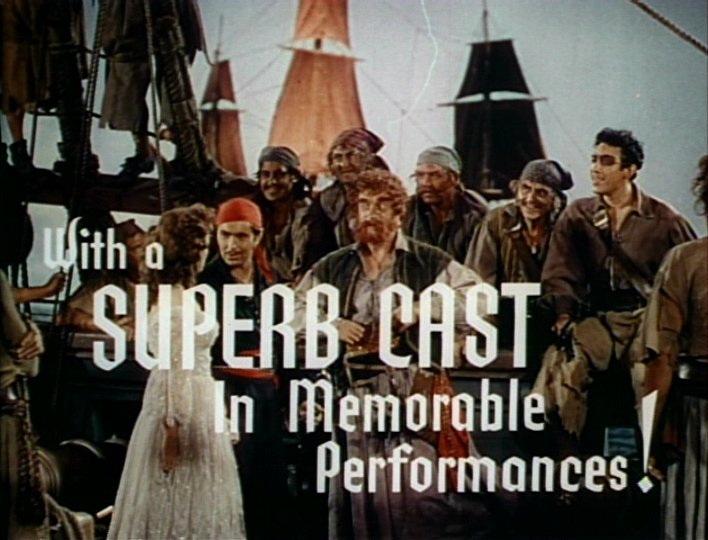
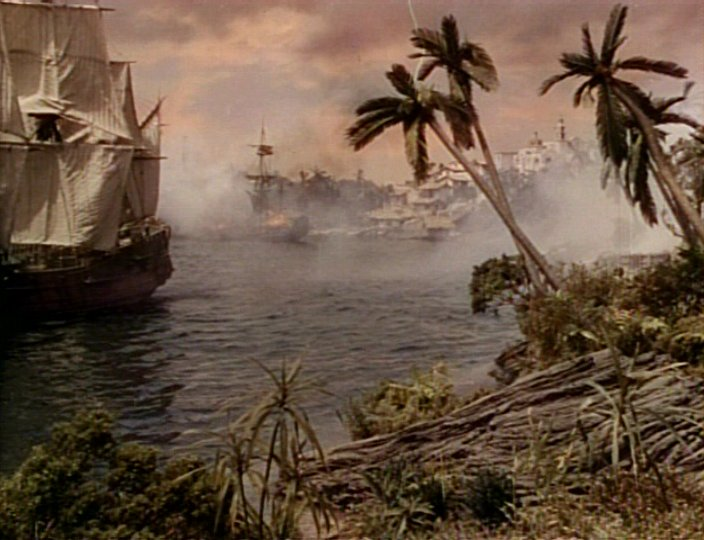

## Critique
- « Le Cygne noir figure parmi les grands films de pirates hollywoodiens, avec une interprétation exceptionnelle. Il faut avoir vu Tyrone Power dans son costume noir et rouge et George Sanders presque méconnaissable sous la barbe rousse du sinistre Billy Leech, pour savoir ce qu’était une véritable distribution à l’époque du grand cinéma d’aventures américain ! Les couleurs magnifiques, donnent au film un éclat particulier et les scènes d’action possèdent la fougue et la perfection de La Flibustière des Antilles, autre grande réussite du genre. Tyrone Power est dirigé par son metteur en scène d’élection : leur rencontre a jalonné l’histoire de la 20th Century Fox d’une succession d’œuvres exemplaires, de Jesse James à L'Incendie de Chicago, en passant par Le soleil se lève aussi. » Patrick Brion[1]

## Distinctions

### Récompenses
- 1943 : Oscar de la Meilleure Photographie Couleur[2]

### Nominations
- 1943 : Oscar de la Meilleure Musique
- 1943 : Oscar des Meilleurs Effets spéciaux